# Štôla
Štôla es un municipio del distrito de Poprad en la región de Prešov, Eslovaquia, con una población estimada a final del año 2024 de 526 habitantes.
Se encuentra ubicado al oeste de la región, cerca del río Poprad (cuenca hidrográfica del río Vístula) y de la frontera con la región de Žilina.

## Demografía
| Año        | 1994 | 2004    | 2014    | 2024    |
| ---------- | ---- | ------- | ------- | ------- |
| Población  | 533  | 548     | 539     | 526     |
| Diferencia |      | +2,81 % | −1,64 % | −2,41 % |

| Año        | 2023 | 2024    |
| ---------- | ---- | ------- |
| Población  | 531  | 526     |
| Diferencia |      | −0,94 % |